# Tomasz Holizna
Tomasz Holizna – polski akordeonista.

## Życiorys
Kształcił się w Państwowej Szkole Muzycznej I i II st. im. Wandy Kossakowej w Sanoku, ukończył klasy I stopnia (1991) i II stopnia (1997)
. W 1993 został stypendystą Krajowego Funduszu na Rzecz Dzieci, w 1996 otrzymał stypendium Ministerstwo Kultury i Sztuki. Absolwent studiów na Akademii Muzycznej w Warszawie w klasie akordeonu z 2002. Podczas studiów występował w Filharmonii Pomorskiej
Występował jako śpiewak w Warszawskiej Operze Kameralnej. W latach 1999–2006 też członkiem Warszawskiego Kwintetu Akordeonowego (V akordeon; wraz z nim Maciej Kandefer)
Został współprowadzącym szkołę muzyczną w Irlandii.

## Nagrody
- Laureat wielu nagród i wyróżnień w konkursach muzycznych[5][7][8]
- Nagroda Miasta Sanoka za rok 1996 w dziedzinie kultury i sztuki III stopnia „za osiągnięcia artystyczne” 8wspólnie z Maciejem Kandeferem)[9][10][11]
- Nagroda Wojewody Krośnieńskiego (1998)[12]
- Wygrana w Ogólnopolskim Konkursie Akordeonowym w Bydgoszczy w kategorii zawodowej (2001)[2][13]
- Nominacja do nagrody Fryderyki 2004 w kategorii „Album Roku – Muzyka Kameralna” (z zespołem Warszawski Kwintet Akordeonowy)